# Angarská kaskáda
Angarská kaskáda (rusky Ангарский каскад ГЭС) je největší komplex hydroelektráren v Rusku. Nachází se na řece Angaře po většině jejího toku a zasahuje do Irkutské oblasti i do Krasnojarského kraje. Při celkovém instalovaném výkonu 12 014 MW vyrábí na celkovém spádu 360 m v průměru 66 miliard kWh ročně, čímž zajišťuje zhruba 6% celkové spotřeby elektrické energie v Rusku.

## Všeobecné informace
Původní plán z roku 1947 předpokládal šest stupňů s parametry uvedenými v následující tabulce.

| Elektrárna  | Vzdálenost od výtoku [km] | Spád [m] | Instalovaný výkon [MW] |
| Irkutská    | 65                        | 31       | 660                    |
| Suchovská   | 108                       | 12       | 400                    |
| Telminská   | 47                        | 12       | 400                    |
| Bratská     | 697                       | 106      | 4500                   |
| Usť-Ilimská | 1008                      | 88       | 4320                   |
| Bogučanská  | 1451                      | 71       | 4000                   |

V současné době se uvažuje o komplexu sedmi elektráren
1. Irkutská - v provozu od 1959
2. Bratská – v provozu od 1963
3. Usť-Ilimská – v provozu od 1979
4. Bogučanská – v provozu od 2014
5. Nižněbogučanská – v návrhu
6. Motyginské – projektovaná
7. Strelkovká – v návrhu
Projekt Nižněbogučanské a Strelkovské elektrárny je ovlivněn nálezem jednoho z největších nalezišť zinkové rudy na levém břehu Angary u Novoangarsku, zasahující i pod její řečiště.
V následující tabulce jsou uvedeny základní parametry dostavěných elektráren spolu s projektovanou elektrárnou Motyginskou.
| Stupeň      | Vzdálenost od výtoku / od ústí [km] | Délka nádrže [km] | m n. m. nádrže dolní/horní [m] | Spád [m] | Průtok [m³/s] |
| Bajkal      | 0 / 1779                            |                   | 457 / 457                      | -        | 1850          |
| Irkutský    | 55 / 1724                           | 55                | 457 / 426                      | 31       | 1863          |
| Bratský     | 661 / 1118                          | 570               | 402 / 296                      | 106      | 2814          |
| Usť-Ilimský | 959 / 820                           | 298               | 296 / 208                      | 88       | 3215          |
| Bogučanský  | 1334 / 445                          | 375               | 208 /139                       | 69       | 3450          |
| Motyginský  | 1659 / 120                          | 240               | 127 / 100                      | 27       | 3680          |
| Jenisej     | 1779 / 0                            |                   | 76 / 76                        | -        | 4530          |

Hlavním odběratelem vyrobené elektrické energie je průmysl výroby hliníku.
V budoucnosti se počítá s vytvořením jediné Jenisejsko-angarské kaskády, která kromě stávajících elektráren na Jeniseji – Sajansko-šušenské, Majnské a Krasnojarské, bude obsahovat i elektrárnu, pracující již se společným tokem obou řek.